# Chlorops planifrons
Chlorops planifrons är en tvåvingeart som först beskrevs av Friedrich Hermann Loew 1866.  Chlorops planifrons ingår i släktet Chlorops och familjen fritflugor. Arten är reproducerande i Sverige. Inga underarter finns listade i Catalogue of Life.